# Сура Аль-Джумуа
Сура Аль-Джумуа (араб. سورة الجمعة‎) або Соборна — шістдесят друга сура Корану. Мединська, містить 11 аятів.